# Volley Treviso 1988-1989
Questa voce raccoglie le informazioni riguardanti il Volley Treviso nelle competizioni ufficiali della stagione 1988-1989.

## Stagione
Al suo secondo anno di vita il neopromosso Treviso, al debutto in Serie A1 dopo il vittorioso campionato di A2 1987-1988, emerse repentinamente ai vertici nazionali. Il sestetto Orogranata, allenato per quest'unica stagione da Nerio Zanetti, chiuse la regular season del campionato a un sorprendente terzo posto, a pari punti con la Panini di Modena detentrice del titolo, che chiuse formalmente seconda solo per il migliore quoziente set dalla sua; nei successivi play-off i trevigiani ebbero la meglio del Petrarca di Padova ai quarti di finale, vedendosi precluse ulteriori ambizioni Scudetto in semifinale ancora per mano modenese.
Anche in Coppa Italia i veneti furono autori di un cammino di livello, eliminando in sequenza Falconara, Zinella Bologna e il più quotato Parma, e raggiungendo così la prima finale della loro storia, persa contro quella che fu a conti fatti la loro bestia nera stagionale, nuovamente la Panini.

## Organigramma societario
Area direttiva
- Presidente: Giovanni Lucchetta

Area organizzativa
- Segretario: Michele De Conti
- Direttore sportivo: Bruno Da Re

Area tecnica
- Allenatore: prof. Nerio Zanetti
- Allenatore in seconda: prof. Mario Bernes

Area sanitaria
- Medico sociale: dott. Vittorio Caloi
- Massaggiatore: Gianfranco Nordio

## Rosa
| N° | Nome                 | Ruolo | Data di nascita   | Nazionalità sportiva |
| -- | -------------------- | ----- | ----------------- | -------------------- |
| 1  | Andrea Gardini       | C     | 1º ottobre 1965   | Italia               |
| 2  | Michele Rocco        | S     | 30 luglio 1968    | Italia               |
| 3  | Pier Paolo Lucchetta | S     | 14 gennaio 1963   | Italia               |
| 4  | Moreno Cunial        | S     | 24 marzo 1968     | Italia               |
| 7  | Guido De Luigi       | C     | 17 febbraio 1963  | Italia               |
| 8  | Giulio Di Toro       | U     | 18 settembre 1967 | Italia               |
| 9  | Kim Ho-chul          | P     | 13 novembre 1955  | Corea del Sud        |
| 10 | Pier Luigi Lucchetta | P     | 14 gennaio 1963   | Italia               |
| 12 | Andrea Anastasi      | S     | 8 ottobre 1960    | Italia               |
| 14 | Stefano Cappellotto  | S     | 18 dicembre 1967  | Italia               |
| 15 | Giuseppe Loro        | C     | 31 ottobre 1967   | Italia               |